# Буддапалита
Буддапалита, Буддхапалита (санскр. बुद्धपलित, IAST: Buddhapalita; около 470—540 н. э.) — индийский философ, буддийский монах, последователь Нагарджуны и комментатор Нагарджуны и Арьядэвы. Сформулировал позиции школы Мадхъямака — Прасангака. Его оппонентом был Бхававивека, создавший поднаправление сватантрика. В дальнейшем Чандракирти в своих трудах развил воззрения Буддхапалиты, опровергая Бхававивеку.
Буддхапалита родился в городе Хамсакрид в Южной Индии. Его учителем был Сангхаракшита, ученик мадхъямика Нагамитры, который познакомил его с трудами Нагарджуны.

## Сочинения
В соответствии с Энциклопедией Кругосвет

Буддхапалите приписывается множество комментариев, до нас дошёл один из них — комментарий к Мулямадхъямика-карике Нагарджуны под названием Мулямадхъямика-вритти в тибетском переводе, сделанном в IX в. Джнянагарбхой. В традиции Мадхъямики комментарий Буддапалиты считается одним из группы «восьми комментариев» к основному сочинению Нагарджуны, остальные принадлежали самому Нагарджуне (Акутобхая), а также Бхававивеке, Чандракирти, Гунашри, Гунамати и Стхирамати. Мулямадхъямика-вритти входит в состав тибетского Танджура.
Метод Буддапалиты — разъяснение положений Нагарджуны посредством диалектического приема прасангавакья (reductio ad absurdum). Не пытаясь приводить положительных аргументов в пользу того или иного тезиса мадхьямики, он ограничивался демонстрацией тех необходимых, хотя и нежелательных для оппонента следствий из его контртезисов, которые вступают в неразрешимое противоречие либо с другими его положениями, либо с опытом и здравым смыслом, либо с буддийской доктриной в целом. Метод этот не был изобретением Буддапалиты: он мог его заимствовать из классической Абхидхармы, уже из древней Катхаваттху, где точно таким же образом опровергаются воззрения оппонентов тхеравады. Операции с опровержением оппонента разрабатывались и самим Нагарджуной в приписываемых ему учебниках по ведению диспута.
Данный метод ведения дискуссии, целью которой была только победа в споре, вызвал серьёзную критику со стороны Бхававивеки, отстаивавшего необходимость положительной аргументации через раскрытие собственных тезисов Мадхъямики. С другой стороны, он был одобрен и продолжен Чандракирти — наиболее авторитетным комментатором сочинений Нагарджуны.